# Zenko-ji

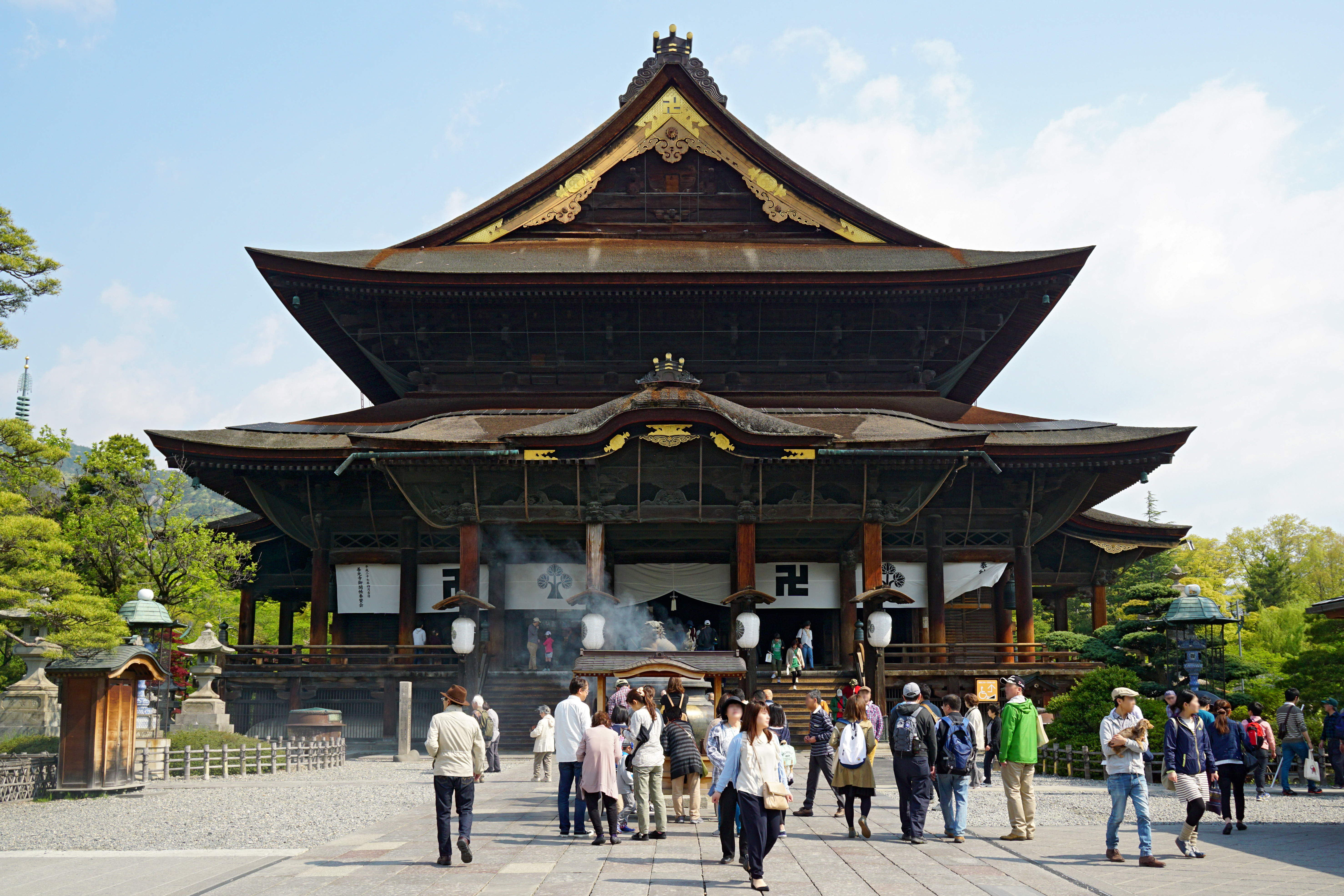
Zenkō-ji in Nagano

Zenkō-ji (Japans: 善光寺) is een tempel uit de 7de eeuw in Nagano, Japan. De stad werd rondom de tempel gebouwd. Zenkō-ji is waarschijnlijk het bekendste door zijn invloed op de gevechten tussen Uesugi Kenshin en Takeda Shingen gedurende de 16de eeuw, toen het dienstdeed als een van Kenshins basissen.
In de tempel bevindt zich een hibutsu of verborgen Boeddha die normaal niet getoond wordt aan het publiek. Er wordt vermoed dat deze hibutsu het eerste boeddha-standbeeld is dat ooit naar Japan werd gebracht. Het standbeeld wordt elke zes of zeven jaar getoond wat vele gelovigen aantrekt.

## Geschiedenis
Zenkō-ji werd gebouwd tijdens de heersperiode van keizer Kimmei, gedurende de 6de eeuw. Maar het werd enkele malen verplaatst om uiteindelijk op zijn hedendaagse positie te komen.
Op het einde van Kamakura's periode (1185-1333) kopieerden vele tempels het beroemde Boeddhabeeld en vele tempels werden bijgebouwd die zichzelf 'Zenkō-ji' of 'Shin-Zenkō-ji' (nieuw Zenkō-ji) noemden.